# Kōtarō Koizumi
Kōtarō Koizumi (小泉孝太郎 Koizumi Kōtarō?, n. 10 de julio de 1978 en Yokosuka, Prefectura de Kanagawa) es un actor japonés y el hijo mayor del 56.º primer ministro japonés, Junichirō Koizumi, y Kayoko Miyamoto.
Estudió economía en las clases nocturnas de la Universidad Nihon, pero decidió abandonarlas.

## Filmografía

### Programas de TV
- ¿Quién quiere ser millonario? - ganó el máximo de diez millones de yenes en un especial de celebridades

### Televisión
- Nurseman (2002)
- Hatsu Taiken (2002)
- Shiawase No Shippo (2002)
- Kurutta Kajitsu 2002 (狂った果実2002) (2002)
- Home & Away (2002)
- Boku dake no Madonna (2003)
- Korogashi Ogin (転がしお銀) (2003)
- Igi Ari, Onna Bengoshi Oka Norie (2004)
- Division 1 \"Pink Hip Girl\" (Fuji TV, 2004)
- Yoshitsune (2005)
- Slow Dance (2005)
- Tokyo Wonder Tours (2005)
- Gachi Baka (2006)
- Attention Please (2006)
- Fushin no Toki (2006)
- Haken no Hinkaku (2007)
- Attention Please SP (2007)
- Hanayome to Papa (2007)
- Otoko no Kosodate (2007)
- Gokusen 3 (2008)
- Yae no Sakura (2013)
- Akira and Akira (2017)

### Cine
- Bayside Shakedown 2 (2003)
- Koshonin Mashita Masayoshi (2005)
- Kamen Rider Hibiki & The Seven Fighting Demons (2005)
- Udon (2006)
- Bayside Shakedown 3 (2010)

### Doblaje japonés
- Big Hero 6 (2014) - voz de Tadashi Hamada

## Anuncios
- Meiji
- Suntory